# Tadeusz Mytnik
Tadeusz Mytnik (Nowice, Jaworzyna Śląska, Baixa Silèsia, 13 d'agost 1949) és un ciclista polonès, que va córrer durant la dècada de 1970 i primers de la de 1980. Els seus èxits internacionals més destacats els aconseguí en guanyar dos Campionats del Món de contrarellotge per equips, el 1973 i 1975, mentre el 1977 acabava tercer. El 1976 va guanyar la medalla de plata en aquesta mateixa prova als Jocs Olímpics de Mont-real, formant equip amb Ryszard Szurkowski, Mieczysław Nowicki i Stanisław Szozda.
Individualment destaquen les victòries a la Volta a Polònia de 1975 i vuit Campionats nacionals de contrarellotge.

## Palmarès
- 1971
  -  Campionat de Polònia en contrarellotge
  - Vencedor d'una etapa a la Volta a Polònia
- 1972
  -  Campionat de Polònia en contrarellotge
  - Vencedor d'una etapa a la Volta a Polònia
- 1973
  -  Campió del món en contrarellotge per equips, amb Ryszard Szurkowski, Stanisław Szozda i Lucjan Lis
  -  Campionat de Polònia en contrarellotge
  - Vencedor d'una etapa a la Volta a Polònia
- 1974
  -  Campionat de Polònia en contrarellotge
  - Vencedor d'una etapa a la Volta a Polònia
  - Vencedor d'una etapa a la Cursa de la Pau
  - Vencedor d'una etapa al Tour de l'Avenir
- 1975
  -  Campió del món en contrarellotge per equips, amb Ryszard Szurkowski, Stanisław Szozda i Mieczysław Nowicki
  - 1r a la Volta a Polònia i vencedor de 2 etapes
  - Vencedor d'una etapa a la Cursa de la Pau
- 1976
  -  Medalla de plata en la contrarellotge per equips als Jocs Olímpics, amb Ryszard Szurkowski, Mieczysław Nowicki i Stanisław Szozda
  - 1r a la Puchar Ministra Obrony Narodowej
  - Vencedor d'una etapa a la Cursa de la Pau
- 1977
  -  Medalla de bronze al Campionat del món en contrarellotge per equips
- 1978
  -  Campionat de Polònia en contrarellotge
  - 1r a la Małopolski Wyścig Górski
- 1980
  -  Campionat de Polònia en contrarellotge
  - Vencedor d'una etapa a la Volta a Polònia
- 1981
  - 1r a la Fletxa d'Or, amb Ryszard Szurkowski
- 1982
  -  Campionat de Polònia en contrarellotge
- 1983
  - 1r a la Szlakiem Grodów Piastowskich